# Cruzeiro de Querença
O Cruzeiro de Querença é um monumento religioso, situado na Freguesia de Querença do Município de Loulé, no Distrito de Faro, em Portugal.

## Descrição e história
Este cruzeiro foi provavelmente construído no século XVI. Situa-se no Largo da Igreja, em frente à Igreja Matriz, no interior da localidade de Querença Foi edificado totalmente em cantaria, e é sustentado por uma rocha calcária, no centro de um pequeno tanque com água.